# ران بین
ران بین (انگلیسی: Ron Bean; ۱۰ آوریل ۱۹۲۶ – ۷ ژوئیهٔ ۱۹۹۲) بازیکن فوتبال اهل بریتانیا بود.
از باشگاه‌هایی که در آن بازی کرده‌است می‌توان به باشگاه فوتبال بلیث اسپارتانس اشاره کرد.